# ريتشل ليندسي
ريتشل ليندسي (بالإنجليزية: Rachel Lindsay)‏ هي مقدمة تلفزيونية أمريكية، ولدت في 21 أبريل 1985 في دالاس في الولايات المتحدة.